# سندرم شبه هانتینگتون
سندرم‌های شبه بیماری هانتینگتون یا سندرم‌های شبه HD (به انگلیسی: Huntington's disease-like syndrome) به اختصار HDL، خانواده‌ای از بیماری‌های عصبی ارثی هستند که شباهت زیادی به بیماری هانتینگتون (HD) دارند، زیرا در فرد مبتلا، ترکیبی از رقصاک، زوال شناختی یا زوال عقل و مشکلات رفتاری یا روانی ایجاد می‌کنند. سندرم‌های شبه هانتیگتون انواع مختلفی دارند و ممکن است ناشی از علل اکتسابی نیز باشند.

## انواع

### نوع ۱
HDL1 یک بیماری پریون خانوادگی غیر معمول اتوزومال غالب است. این نوع بیماری در خانواده‌ای رخ می‌دهد که در ژن PRNP، یک الگو هشت اکتا پپتیدی تکراری ایجاد شود. به‌طور کلی، بیماری‌های ارثی پریون می‌توانند علائم بیماری هانتینگتون را تقلید کنند.

### نوع ۲
HDL2 شایع‌ترین سندرم شبه HD بوده و به دلیل گسترش سه‌گانه CTG/CAG در ژن JPH3، که کد کننده جونکتوفیلین-۳ است، ایجاد می‌شود. این بیماری به‌طور معمول به جمعیت‌های آفریقایی تبار اختصاص دارد و از بیماری هانتینگتون در بین سیاه‌پوستان آفریقای جنوبی شایع‌تر است.

### نوع ۳
HDL3 یک اختلال نادر اتوزومال مغلوب بوده که به کروموزوم 4p15.۳ مرتبط است. تا سال ۲۰۰۷ تنها در دو خانواده وقوع این سندرم گزارش شده و ژن عامل آن، در حال حاضر، ناشناخته است.

### انواع دیگر
سایر اختلالات نوروژنتیکی می‌توانند باعث ایجاد سندرم فنوکپی شبه HD یا خود بیماری هانتیگتون گردند، اما تنها به عنوان سندرم HDL تعریف نمی‌شوند. شایع‌ترین آنها آتاکسی نخاعی مخچه ای نوع 17 (SCA-17) است. که گاهی اوقات HDL-4 نامیده می‌شود. دیگر انواع جهش در C9orf72، آتاکسی‌های نخاعی مخچه‌ای نوع ۱ و ۳، نوروآکانتوسیتوز، آتروفی دندانی روبرال-پالیدولوئیزی (DRPLA)، نوروفریتینوپاتی (اختلالات تجمع آهن در مغز)، بیماری ویلسون، کره ارثی خوش‌خیم، بیماری آتاکسی فردریش و بیماری میتوکندریایی هستند.